# Assembly (Album)
Assembly ist ein Jazzalbum von Jacob Garchik. Die am 12. Februar und 23. Mai 2021 im Studio EastSide Sound, New York City entstandenen Aufnahmen erschienen am 13. Mai 2022 auf seinem Label Yestereve.

## Hintergrund
Der Posaunist Jacob Garchik begann damit, nach Ausbruch der COVID-19-Pandemie in den Vereinigten Staaten Anfang 2021 einige seiner langjährigen musikalischen Partner – Sam Newsome am Sopransaxophon, Jacob Sacks am Klavier, Thomas Morgan am Bass und Dan Weiss am Schlagzeug – in einem Aufnahmestudio zusammenzubringen. Sie spielten Standards und etwas Blues im Geiste einer typischen Bläser-Session, und anschließend nahm Garchik die Tracks mit nach Hause und verbrachte mehrere Monate damit, das Gehörte zu verarbeiten, die darin enthaltenen Ideen neu zu arrangieren und aus diesem Rohmaterial neue Kompositionen zu formen. Schließlich präsentierte er dieses Material derselben Band erneut und spielte manchmal neben den früheren Aufnahmen neue Spuren ein.
„Fanfare” ist eine Juxtaposition von Duke Ellingtons “In a Sentimental Mood”, notierte S. Victor Aaron, die „von Garchiks ineinandergreifenden, hektisch ansteigenden Progressionen unsanft unterbrochen“ werde. „Pastiche“ wird von „retromodernem Bop“ umrahmt, das an etwas erinnere, was Lee Konitz und Warne Marsh mit einer von Lennie Tristano geschriebenen Melodie gespielt haben könnten, wobei Garchik, Newsome und Sacks so eng an die Unisono-Linien gebunden sind, dass es fast wie ein einziges Instrument klinge.

## Titelliste
- Jacob Garchik (Yesterewve 09)

1. Collage 5:04
2. Pastiche 4:47
3. Bricolage 2:58
4. Homage 5:04
5. Fanfare 6:25
6. Idée Fixe 3:22
7. Fantasia 8:19
8. Impromptu 2:49
9. Reverie 5:17

Die Kompositionen von  stammen Jacob Garchik.

## Rezeption

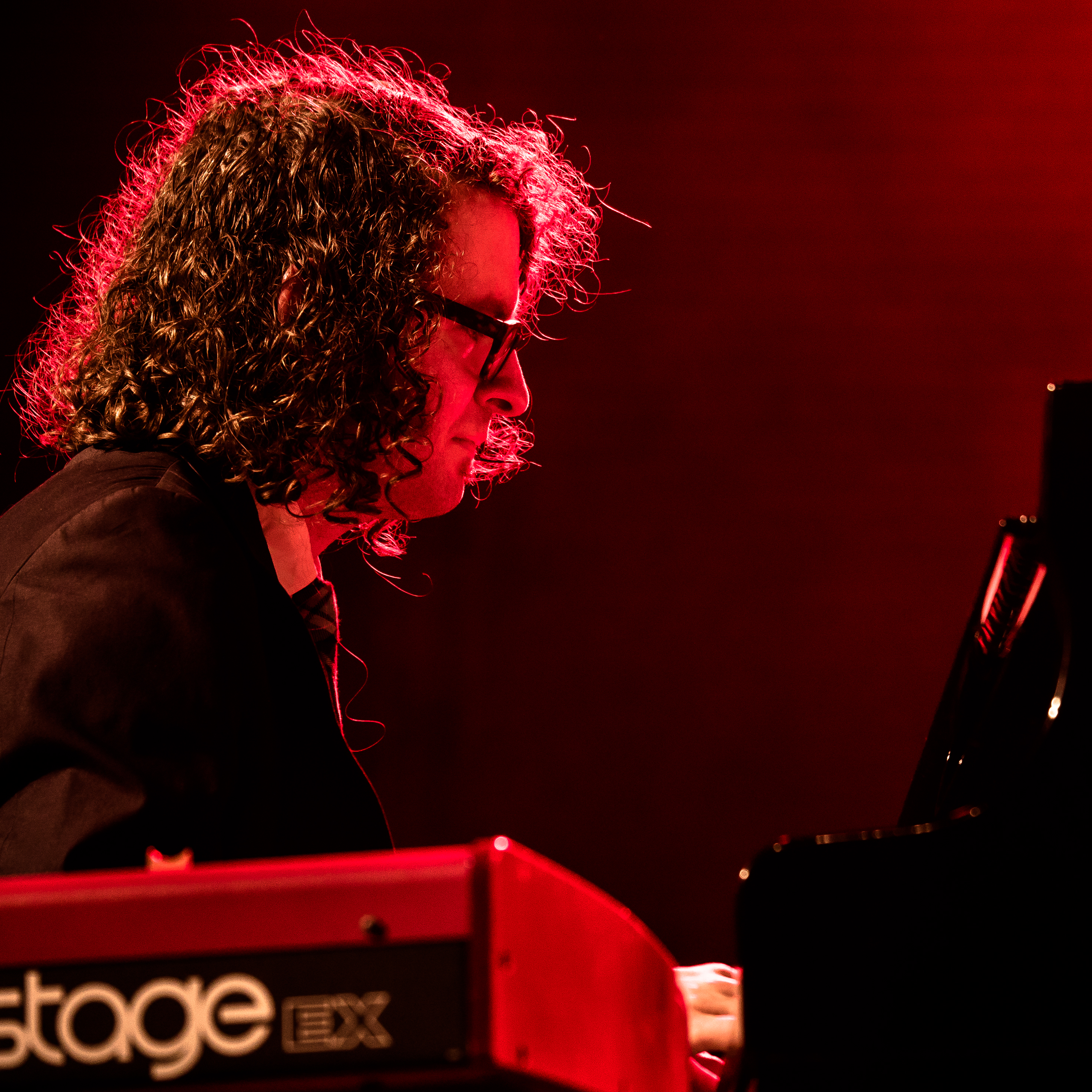
Jazzpianist Jacob Sacks beim Moers Festival 2015

Mittlerweile scheint es, als hätten wir jede Iteration des „Pandemie-Albums“ gesehen, vom aufgenommenen Livestream bis zur mehrspurigen Collage, schrieb
Nate Chinen in Take Five bei WBGO. Aber so etwas wie Assembly, das Album des Posaunisten, Komponisten und Arrangeurs Jacob Garchik, hätte man bislang noch nicht gehört. Es sei ein Wirbel von Energien, der „von unserer jüngsten Ära der Einschränkungen geprägt“ sei. „Fanfare“, die erste Auskopplung des Albums, vermittle den Geist dieses Experiments. Wie der Titel andeute, beginnt es in einem formellen und deklarativen Modus – gleitet dann aber in eine erkennbare Melodie über, Duke Ellingtons „In a Sentimental Mood“.
Nach Ansicht von S. Victor Aaron (Something Else!) sei dies eine sogenannte Studio-Kreation, die eigentlich der Methode widerspricht, mit der sonst Jazzmusik aufgenommen werde, aber ihr Ansatz sei dennoch nicht allzu weit entfernt von den Fusion-Jazz-Studioexperimenten, die Miles Davis und sein Produzent Teo Macero Ende der 1960er- und Anfang der 70er-Jahre durchführten. Garchik gehe jedoch noch weiter, indem er die Spieler wieder einsetzt, nachdem er auf ihren anfänglichen Improvisationen und Fragmenten aufgebaut hat. Es sorge für eine wirklich exotische, manchmal unpassend lustige Alchemie. Jacob Garchiks Assembly mache seinem Namen alle Ehre und füge improvisierte Teile zu strukturierten Stücken zusammen, um sie dann wieder an ihre losen Ursprünge anzugleichen.
Posaune und Sopransaxophon sei eine unorthodoxe Kombination für die Frontline einer Band, schrieb Phil Freemn in Stereogum; jeder der Tracks auf Assembly habe einen Ein-Wort-Titel, der die kompositorische Strategie erkläre, die erforscht werde – „Collage“, „Pastiche“, „Bricolage“ usw. „Fanfare“ mache seinem Titel alle Ehre und beginnt mit einer wiederholten Unisono-Bläserfigur über einer ebenso sich wiederholenden Batterie der Rhythmusgruppe, die so fest gespielt werde, dass es ein Loop sein könnte.
Will Layman (Pop Matters) zählte Assembly zu den besten Alben des Jahres; dies sei das umwerfendste und wirksamste aller „Pandemie-Projekte“, die in den letzten 18 Monaten herausgekommen sind. Der Posaunist und Komponist/Arrangeur Jacob Garchik liebe es, mit Formen zu spielen, und diese Produktion sei „eine Studiokreation wie keine andere“. Das Ergebnis verblüffe und begeistere. „Was ist eine Jazzgruppe? Was ist Improvisation? Was ist Komponieren?“ Musiker hätten sich diese Fragen schon immer gestellt. Garchik frage (und beantworte) sie nun auf ganz neue Weise.